# Аранка
Аранка (рум. Aranca, серб. Златица) — река на западе Румынии и севере Сербии, левый приток Тисы.

## Гидроним
В переводе с сербского (серб. Златица) языка означает золотая.

## Географические сведения
Река берёт начало у румынского села Секусиджу в болотистой пойме реки Марош, за 3-4 км от её левого берега. Течет сначала параллельно Мурешу на запад до города Сынниколау-Маре, где поворачивает на юго-запад. Русло очень извилистое, большей частью канализированное. Возле села Язово как ответвление начинается канал Бега, который отходит на восток.
Аранка принадлежит бассейну реки Дунай. Судоходство возможно лишь на расстоянии 10 км, благодаря чему возможно орошение долины. Близ деревни Остоичево расположен рыбоводный пруд, близ д. Челеруша — болотистая местность.
Длина реки составляет 117 км, из них 41 км она протекает по территории Румынии, а 76 км — по автономному краю Сербии Воеводине. Площадь водосбора составляет 1470 км².

## Населённые пункты, расположенные вблизи реки

### Румыния
- Секусиджу
- Перьям
- Сен-Петру-Маре
- Сынниколау-Маре
- Дудешти-Веки
- Валкани

### Сербия
- Црна-Бара
- Банатски-Моноштор
- Язово
- Падей

## Карты
- Harta județului Timiș. www.harta-turistica.ro. Дата обращения: 29 января 2020. Архивировано 29 декабря 2016 года.
- Harta județului Alba. www.virtualarad.net. Дата обращения: 29 января 2020. Архивировано 24 февраля 2020 года.

## Галерея

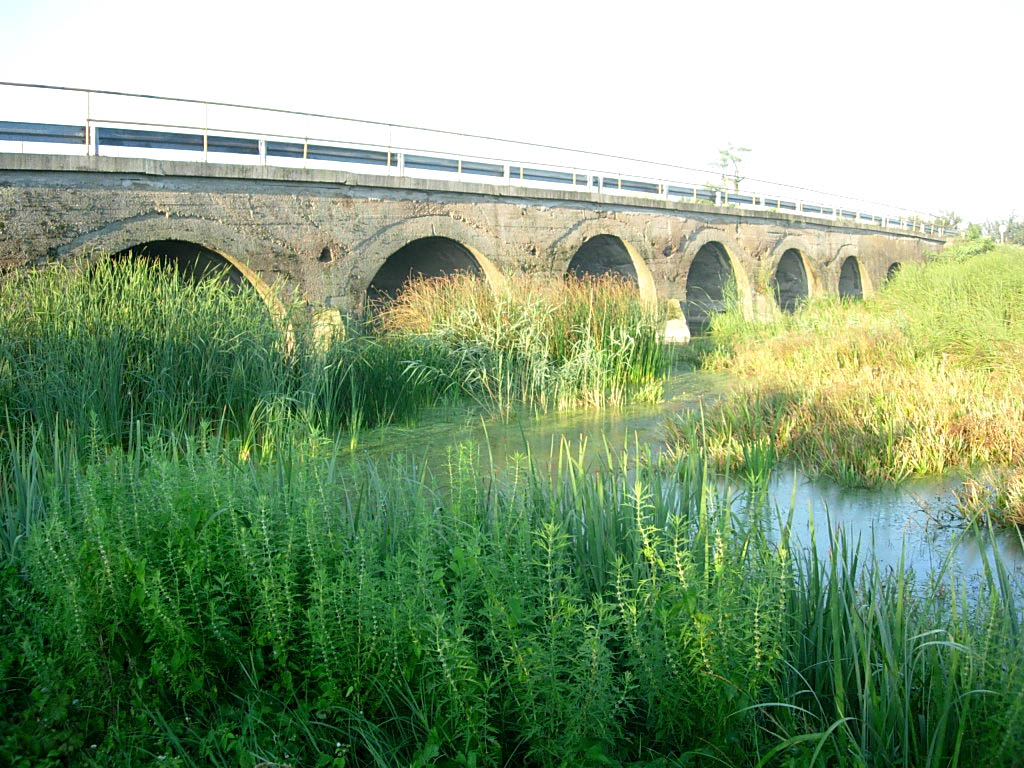
Мост через реку (Црна-Бара, Сербия)
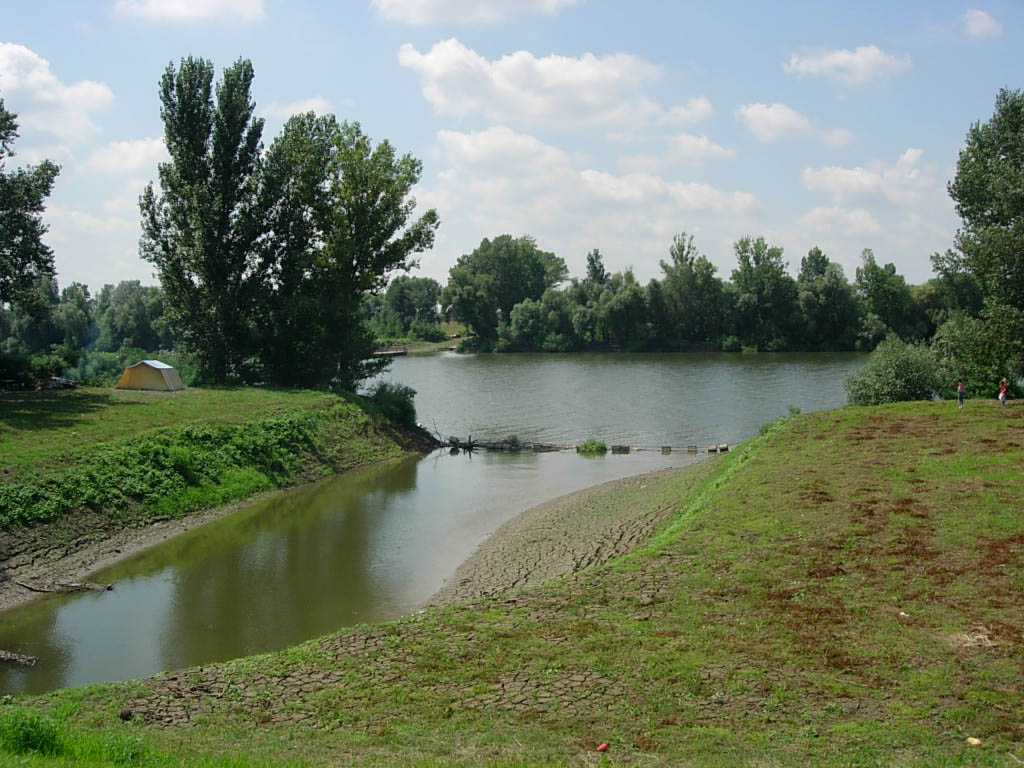
Место впадения реки в Тису